# Kleinern

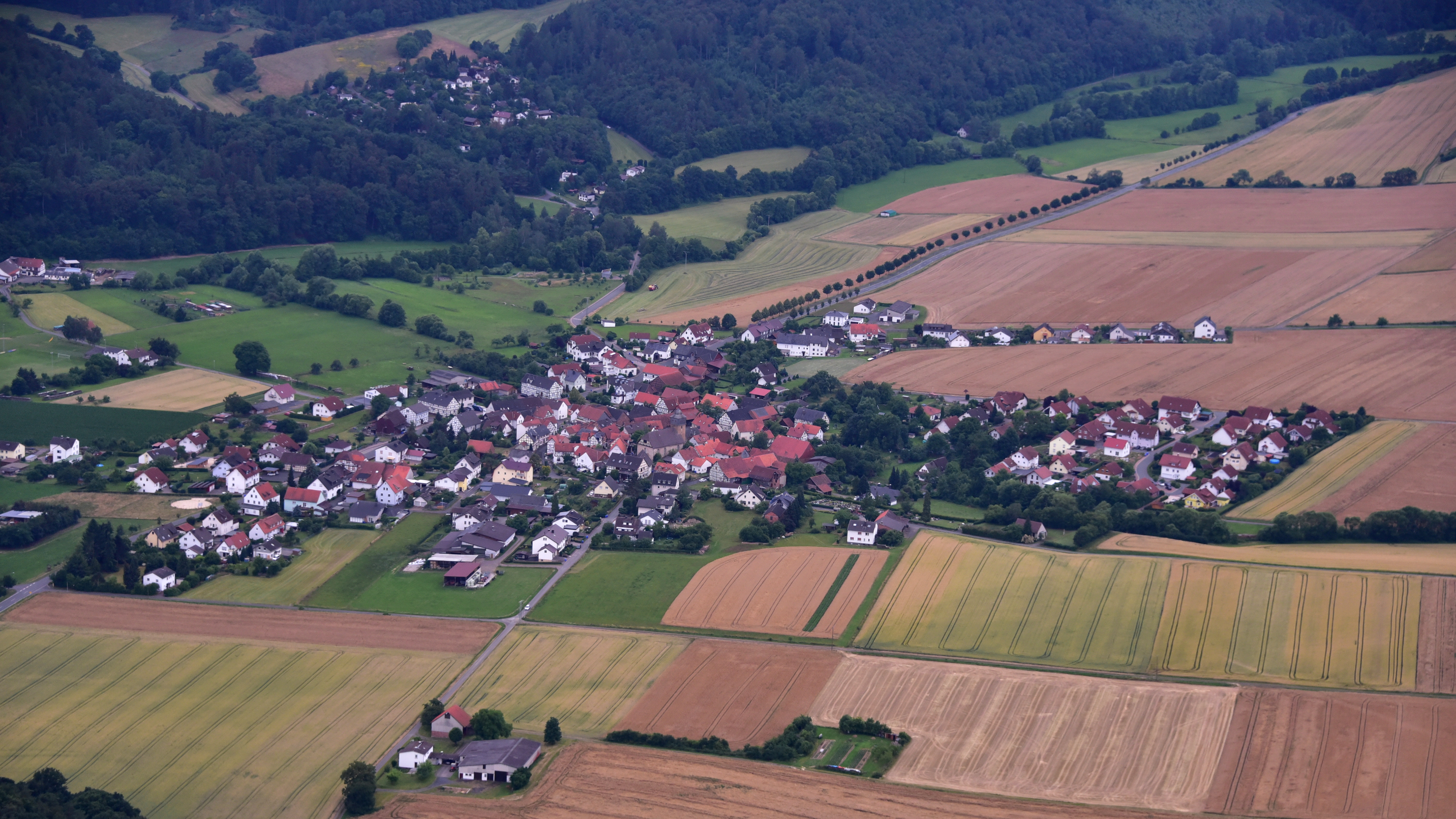
Kleinern, Luftaufnahme (2016)

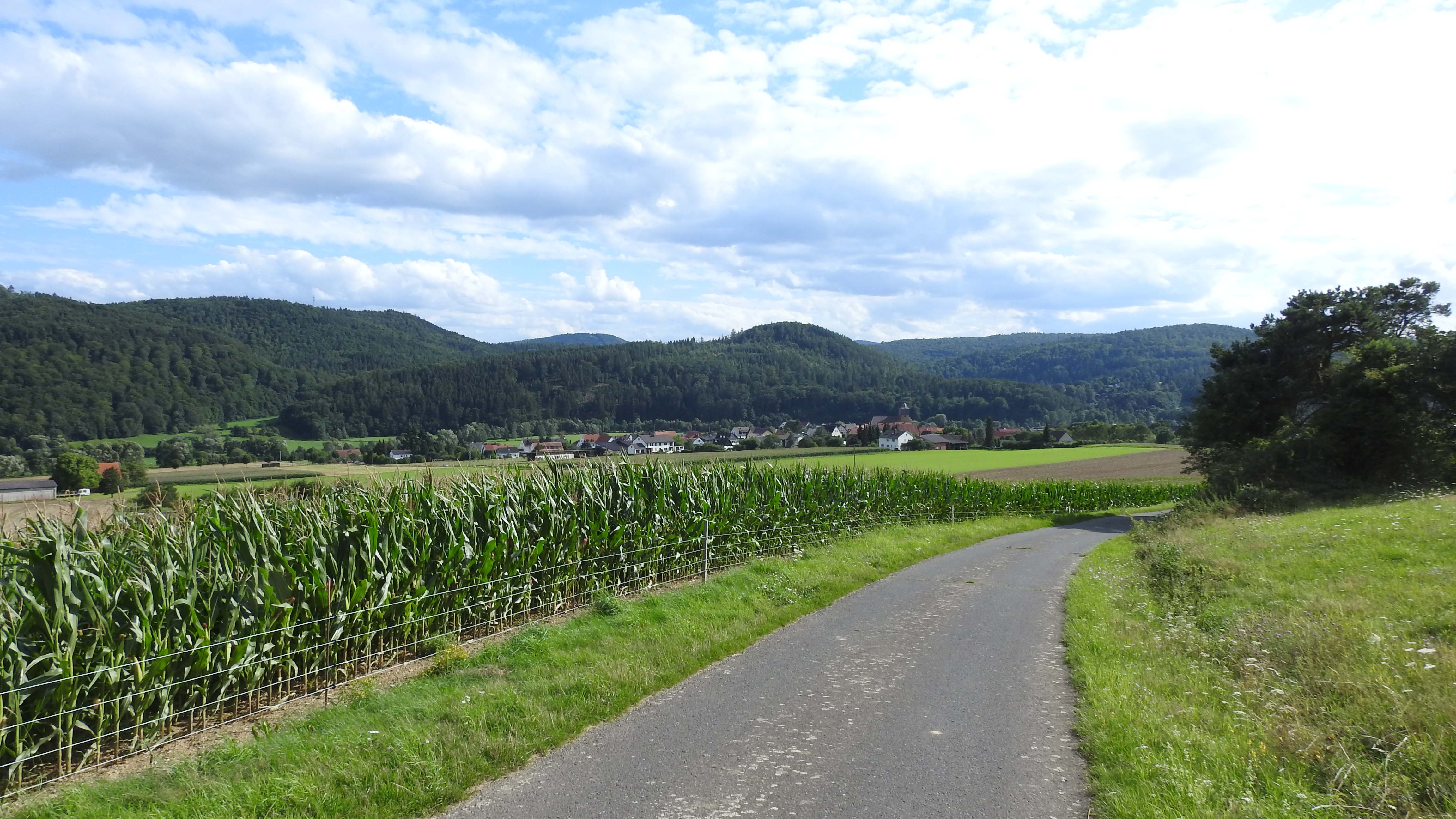
Kleinern mit Kellerwald von Norden

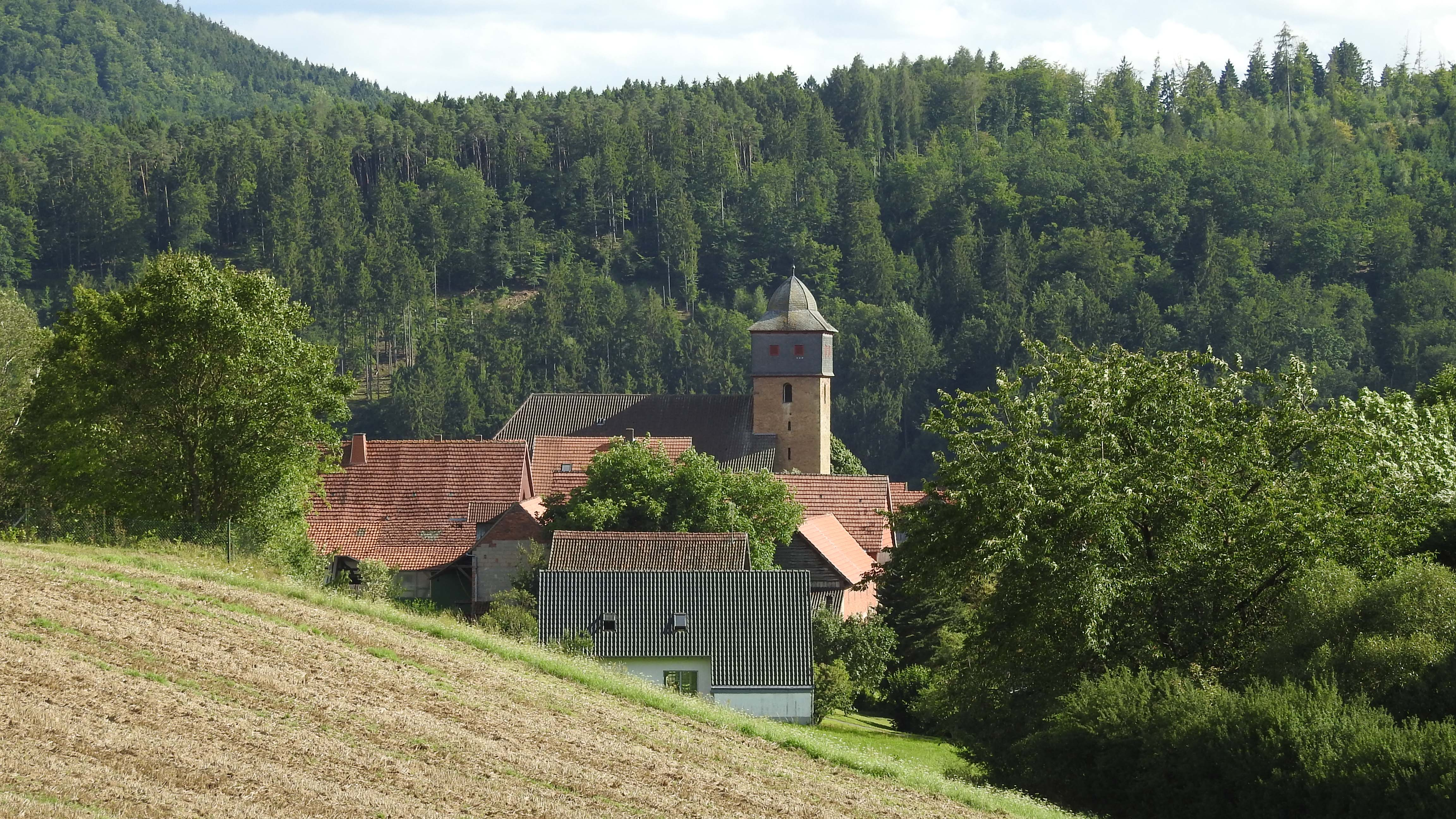
Kleinern von Nordosten

Kleinern ist ein Ortsteil der Gemeinde Edertal im nordhessischen Landkreis Waldeck-Frankenberg. Das Dorf ist ein staatlich anerkannter Erholungs- und Luftkurort in der Ferienregion Edersee.

## Geografie
Kleinern liegt auf durchschnittlich 250 m ü. NN und ist über die Landesstraße 3332 zu erreichen. Es liegt rund 35 km südwestlich der nordhessischen Großstadt Kassel und etwa 4 km südlich der Edertalsperre (je Luftlinie), dem Absperrbauwerk des Edersees, zu dem mit dem PKW rund 12 km und zu Fuß oder mit dem Fahrrad etwa 6 km zurückzulegen sind. Bis nach Bad Wildungen, dem zweitgrößten Heilbäderzentrum Deutschlands, sind es mit dem Auto 8 km.
Kleinern befindet sich am Südostrand des Nationalparks Kellerwald-Edersee und wird vom Wesebach durchflossen. Ausgedehnte Mischwälder und Wiesentäler umgeben das Dorf. Durch Kleinern führt ein Abschnitt des Kellerwaldsteigs, ein 156 km langer Wanderweg im Naturpark Kellerwald-Edersee. Mineralwasser liefern die zu jeder Zeit zugänglichen „Kleinernschen Quellen“, drei an der Zahl: Bathildisquelle, Dorfbrunnen und Mühlenbrunnen.

## Geschichte

### Ortsgeschichte
Kleinern entstand wahrscheinlich in der Zeit zwischen 800 und 900.
Die älteste bekannte schriftliche Erwähnung von Kleinern erfolgte in der Zeit zwischen 1197 und 1200 unter dem Namen Creinre in einer Urkunde des Klosters Haina.
Von 1250 bis etwa 1400 hatten die Herren von Kleinern, Lehensleute der Grafen von Waldeck, hier einen Burgsitz, der 1283 als im Besitz des Gumpert von Kleinern befindlich erwähnt ist.  Unter ihrer Regie entstand im 13. Jahrhundert eine kleine Dorfkirche. 1509 ging das Dorf vorübergehend in den Besitz der Herren von Löwenstein über.
1513 erwarb Asmus (II.) von Geismar von Graf Philipp II. von Waldeck einen größeren Hof in Kleinern und baute ihn zum Rittersitz aus. Für die Dorfkirche stiftete er den 1521 in der Franziskanerwerkstatt in Meitersdorf geschaffenen, kunstvollen Schnitzaltar, der 1523 in der Kirche aufgestellt wurde.
1613 errichtete Asmus (III.) von Geismar südlich des Orts einen neuen Burgsitz, aber der Dreißigjährige Krieg führte zu einer Verarmung der Familie von Geismar, so dass sie ihr Burggut an den Grafen Christian Ludwig von Waldeck (1635–1706) verkaufte. Unter dessen Regie entstand dann unter Einbeziehung des Geismarschen Herrensitzes um 1662 das Schloss Christiansburg. Es befand sich südlich der Wesetalstraße, gegenüber dem 1972/73 entstandenen Dorfgemeinschaftshaus, noch vor dem heutigen Sportplatz (Hof Ludwig Brüne). Baumeister war der aus Mengeringhausen stammende Emanuel Brand. Nach Fertigstellung der Gebäude verlegte Christian Ludwig seinen Wohnsitz mit Hofstaat, Kanzlei und Regierung von Wildungen nach Kleinern. Die Anlage war vierflügelig, mit quadratischem Innenhof, und umgeben von einem Wassergraben. Der zur Straße gelegene Flügel war zweigeschossig und hatte eine Toreinfahrt. Links schloss sich ein ebenfalls zweigeschossiger Flügel an, allerdings mit anderen Geschosshöhen, der zum Hof hin einen offenen Arkadengang im Renaissancestil besaß und in dessen Obergeschoss sich ein großer Festsaal mit offenem Kamin befand.
1695 verlegte Christian Ludwig seine Residenz nach Arolsen. Sein Sohn Friedrich Anton Ulrich vermählte sich 1700 mit Louise, Pfalzgräfin von Birkenfeld, und beide bewohnten bis 1706 das Schloss Christiansburg. Nach dem Tod seines Vaters übernahm Friedrich Anton Ulrich die Regierungsgeschäfte und verlegte seinen Wohnsitz ebenfalls nach Arolsen. Später (1707 bis 1710), als Regierender Fürst von Waldeck und Pyrmont, ließ Friedrich Anton Ulrich die Christiansburg abreißen und das so gewonnene Baumaterial zum Bau seines Schlosses in Arolsen verwenden, sodass von der in über vier Jahrzehnten entstandenen Pracht nichts erhalten geblieben ist.
1745 entstand in Kleinern eine Schmelzhütte zum Ausschmelzen von Eisen von in der Nähe abgebauten Erzen. Das gewonnene Eisen wurde in drei Hammerwerken weiter verarbeitet. Um 1870 erfolgte die Stilllegung dieser Werke und der Hütte, da sich aufgrund der fortschreitenden Industrialisierung in Deutschland deren Betrieb nicht mehr lohnte.
1781 wurde Kleinern zum Marktflecken erhoben. Landwirtschaft, Forstwirtschaft und die Eisenverarbeitung prägten zu dieser Zeit das Dorf.
1919 bestand Kleinern aus 82 Wohnhäusern. Der aus Düsseldorf stammende Kunstmaler Willi Tillmans baute sich ein Haus (Atelier) am Elmsberg. Er erreicht durch seine zahlreichen Werke – Aquarelle, Ölbilder und Grafiken – überwiegend aus dem waldeckischen Raum, einen hohen Bekanntheitsgrad.
- 1968 wurde Kleinern staatlich anerkannter Erholungsort
- 1974 – Übergabe der von der ehemals selbständigen Gemeinde angelegten Freizeitanlage an den Verkehrsverein Kleinern e. V.
- 1983 – staatliche Anerkennung als Luftkurort durch den Hessischen Fremdenverkehrsverband
- 1993 – Auszeichnung Kleinerns durch den Hessischen Fremdenverkehrsverband als familienfreundlicher Luftkurort
- 1994 – Erweiterung der Freizeitanlage Spicke und Anlegung des Dorferkundungspfads im Rahmen des Regionalförderprogramms
- 2002 – Festveranstaltung „777 Jahre Edertal-Kleinern“ (1225–2002); Entstehung des Kleinernschen Logos
- 2004 – Ausweisung des an Kleinern angrenzenden Waldschutzgebiets (5724 Hektar) als Nationalpark Kellerwald-Edersee
- 2006 – Erweiterung der Freizeitanlage Spicke (Sanitäranlage, Hängebrücke und neue Spiel- bzw. Erlebniselemente)
- 2007 – Einweihung Info-Schmetterling (Vorstufe zum Nationalpark-Infozentrum).
- 2008 – Kleinern qualifiziert sich für den Landeswettbewerb 2009 "Unser Dorf hat Zukunft".
- 2009 – Kleinern qualifiziert sich für den Bundeswettbewerb 2010 "Unser Dorf hat Zukunft".
- 2010 – Kleinern erhält im Bundeswettbewerb "Unser Dorf hat Zukunft" eine Bronzemedaille.

Hessische Gebietsreform (1970–1977)
Zum 1. Januar 1974 wurde die bis dahin selbständige Gemeinde Kleinern im Zuge der Gebietsreform in Hessen kraft Landesgesetz in die Gemeinde Edertal eingegliedert. Für Kleinern, wie für alle ehemaligen Gemeinden von Edertal, wurden Ortsbezirke mit Ortsbeirat und Ortsvorsteher nach der Hessischen Gemeindeordnung gebildet.

### Verwaltungsgeschichte im Überblick
Die folgende Liste zeigt die Staaten und Verwaltungseinheiten, denen Kleinern angehörte:
- 1487 und später: Heiliges Römisches Reich, Grafschaft Waldeck, Amt Waldeck
- ab 1712: Heiliges Römisches Reich, Fürstentum Waldeck, Amt Waldeck
- ab 1807: Fürstentum Waldeck, Amt Waldeck
- ab 1815: Fürstentum Waldeck, Oberamt der Eder
- ab 1816: Fürstentum Waldeck, Oberjustizamt der Eder
- ab 1850: Fürstentum Waldeck-Pyrmont (seit 1849), Kreis der Eder[Anm. 1]
- ab 1867: Fürstentum Waldeck-Pyrmont (Akzessionsvertrag mit Preußen), Kreis der Eder
- ab 1871: Deutsches Reich, Fürstentum Waldeck-Pyrmont, Kreis der Eder
- ab 1919: Deutsches Reich, Freistaat Waldeck-Pyrmont, Kreis der Eder
- ab 1929: Deutsches Reich, Freistaat Preußen, Provinz Hessen-Nassau, Regierungsbezirk Kassel, Kreis der Eder
- ab 1942: Deutsches Reich, Freistaat Preußen, Provinz Hessen-Nassau, Regierungsbezirk Kassel, Landkreis Waldeck
- ab 1944: Deutsches Reich, Freistaat Preußen, Provinz Kurhessen, Regierungsbezirk Kassel, Landkreis Waldeck
- ab 1945: Deutsches Reich, Amerikanische Besatzungszone, Groß-Hessen, Regierungsbezirk Kassel, Landkreis Waldeck
- ab 1946: Deutsches Reich, Amerikanische Besatzungszone, Hessen, Regierungsbezirk Kassel, Landkreis Waldeck
- ab 1949: Bundesrepublik Deutschland, Hessen, Regierungsbezirk Kassel, Landkreis Waldeck
- ab 1974: Bundesrepublik Deutschland, Hessen, Regierungsbezirk Kassel, Landkreis Waldeck-Frankenberg, Gemeinde Edertal

### Bevölkerung
Einwohnerstruktur 2011
Nach den Erhebungen des Zensus 2011 lebten am Stichtag dem 9. Mai 2011 in Kleinern 582 Einwohner. Darunter waren 6 (1,0 %) Ausländer.
Nach dem Lebensalter waren 93 Einwohner unter 18 Jahren, 225 zwischen 18 und 49, 129 zwischen 50 und 64 und 135 Einwohner waren älter.
Die Einwohner lebten in 282 Haushalten. Davon waren 102 Singlehaushalte, 90 Paare ohne Kinder und 66 Paare mit Kindern, sowie 18 Alleinerziehende und 3 Wohngemeinschaften. In 69 Haushalten lebten ausschließlich Senioren und in 183 Haushaltungen leben keine Senioren.
Einwohnerentwicklung
| Quelle: Historisches Ortslexikon |                          |
| • 1541:                          | 24 Häuser                |
| • 1620:                          | 34 Häuser                |
| • 1650:                          | 15 Häuser                |
| • 1738:                          | 34 Häuser                |
| • 1770:                          | 28 Häuser, 361 Einwohner |

| Kleinern: Einwohnerzahlen von 1770 bis 2020 | Kleinern: Einwohnerzahlen von 1770 bis 2020 | Kleinern: Einwohnerzahlen von 1770 bis 2020 | Kleinern: Einwohnerzahlen von 1770 bis 2020 | Kleinern: Einwohnerzahlen von 1770 bis 2020 |
| --- | ------------------------------------------- | ------------------------------------------- | ------------------------------------------- | ------------------------------------------- |
| Jahr |                                             |                                             |                                             | Einwohner                                   |
| 1770 | 1770                                        |                                             | 361                                         | 361                                         |
| 1800 | 1800                                        |                                             | ?                                           | ?                                           |
| 1834 | 1834                                        |                                             | 486                                         | 486                                         |
| 1840 | 1840                                        |                                             | 625                                         | 625                                         |
| 1846 | 1846                                        |                                             | 523                                         | 523                                         |
| 1852 | 1852                                        |                                             | 517                                         | 517                                         |
| 1858 | 1858                                        |                                             | 526                                         | 526                                         |
| 1864 | 1864                                        |                                             | 516                                         | 516                                         |
| 1871 | 1871                                        |                                             | 444                                         | 444                                         |
| 1875 | 1875                                        |                                             | 439                                         | 439                                         |
| 1885 | 1885                                        |                                             | 422                                         | 422                                         |
| 1895 | 1895                                        |                                             | 423                                         | 423                                         |
| 1905 | 1905                                        |                                             | 415                                         | 415                                         |
| 1910 | 1910                                        |                                             | 411                                         | 411                                         |
| 1925 | 1925                                        |                                             | 392                                         | 392                                         |
| 1939 | 1939                                        |                                             | 359                                         | 359                                         |
| 1946 | 1946                                        |                                             | 555                                         | 555                                         |
| 1950 | 1950                                        |                                             | 504                                         | 504                                         |
| 1956 | 1956                                        |                                             | 438                                         | 438                                         |
| 1961 | 1961                                        |                                             | 423                                         | 423                                         |
| 1967 | 1967                                        |                                             | 457                                         | 457                                         |
| 1980 | 1980                                        |                                             | ?                                           | ?                                           |
| 1990 | 1990                                        |                                             | ?                                           | ?                                           |
| 2000 | 2000                                        |                                             | ?                                           | ?                                           |
| 2011 | 2011                                        |                                             | 582                                         | 582                                         |
| 2015 | 2015                                        |                                             | 594                                         | 594                                         |
| 2020 | 2020                                        |                                             | 596                                         | 596                                         |
| Datenquelle: Historisches Gemeindeverzeichnis für Hessen: Die Bevölkerung der Gemeinden 1834 bis 1967. Wiesbaden: Hessisches Statistisches Landesamt, 1968. Weitere Quellen: LAGIS; Gemeinde Edertal; Zensus 2011 |                                             |                                             |                                             |                                             |

Historische Religionszugehörigkeit
| • 1895: | 416 evangelische (= 98,35 %), 7 jüdische (= 1,65 %) Einwohner     |
| • 1961: | 292 evangelische (= 91,25 %), 26 katholische (= 8,12 %) Einwohner |

## Kultur Sehenswürdigkeiten

### Dorfkirche von 1681

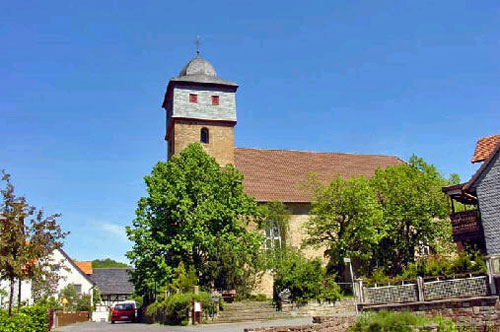
Dorfkirche Kleinern

In Kleinern stand bis zum Jahr 1681 eine im 13. Jahrhundert erbaute kleine Dorfkirche. Heute besitzt der Ort eine im Verhältnis zu vergleichbaren Dörfern in der Umgebung recht große Kirche. Der markante Turm ist schon von weitem ein Blickfang.
Die Kirche entstand unter der Federführung des Grafen Christian Ludwig von Waldeck, der 1660 seinen Wohnsitz mit Hofstaat, Kanzlei und Regierung von Bad Wildungen nach Kleinern verlegte. Die vorhandene, bereits baufällige, Kirche war für den Hof zu klein. Sie wurde abgerissen und an ihrer Stelle die heutige barocke Anlage erbaut. Im ersten Bauabschnitt von 1681 bis 1686 entstand das Kirchenschiff und im zweiten Bauabschnitt von 1689 bis 1694 der Turm. Die 1668 noch in der alten Kirche installierte prachtvolle Holzkanzel und der Schnitzaltar von 1521 wurden in die neue Kirche übernommen und befinden sich auch heute noch dort.
Die derzeitige Orgel hatte zwei Vorgängerinnen (ca. 1680 bis 1817, und 1818 bis 1868) und stammt aus dem Jahr 1869. Sie wurde zwischenzeitlich mehrfach überholt, zuletzt in den Jahren 1976 bis 1978 mit einem Kostenaufwand von ca. 20.000 €.
Die ursprünglichen drei gegossenen Glocken mussten im Ersten Weltkrieg zum Einschmelzen abgeliefert werden, sodass die Kirche heute drei Stahlglocken aus dem Jahr 1922 besitzt. Die Läuteanlage wurde 1962 auf elektrischen Betrieb umgestellt.

### Lindenholzaltar von 1521

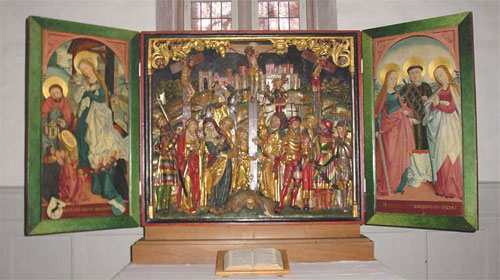
Schnitzaltar von 1521

Der Lindenholzaltar mit Temperamalerei auf Kreidegrund entstand 1521 in der Franziskanerwerkstatt von Meitersdorf bei Frankenberg (Eder). Er besteht aus einem geschnitzten Mittelschrein und zwei doppelseitig bemalten Seitentafeln. Der Mittelschrein enthält eine figurenreiche Darstellung der Kreuzigung Christi, der linke Flügel die Geburt Christi und der rechte Flügel den Heiligen Laurentius, eingerahmt von der Heiligen Katharina (links, mit Schwert) und der Heiligen Lucia (rechts). 1955 wurde der Altar in der Werkstatt des Landeskonservators restauriert. Um ihn vor Sonneneinstrahlung zu schützen, erhielt die Kirche im Jahre 1964 neue Fenster mit Spezialglas.

### Dorfbrunnen von 1904

Dorfbrunnen Kleinern

Der Dorfbrunnen liegt im südlichen Teil Kleinerns. Das achteckige Brunnenhaus wurde 1904 errichtet und 1997 sowie 2004 jeweils in erheblichem Umfang renoviert. Die Fassung ist 1,80 m tief. Die Schüttung beträgt im Jahresdurchschnitt ca. 5 l/min bei einer Wassertemperatur von 6 bis 12 °C. Die aktuellen Werte der Heilwasser- und Kontrollanalysen werden regelmäßig am Brunnenhaus und im Web veröffentlicht. Das Heilwasser ist sehr erfrischend, hat einen prickelnden Geschmack und eignet sich u. a. zur unterstützenden Behandlung von Störungen im Nieren-, Blasen-, Magen- und Darmbereich. Am 1. Mai 2004 fand eine Jubiläumsveranstaltung „100 Jahre Quellenhaus Dorfbrunnen Kleinern“ statt.

### Freizeitanlage Spicke
Im Wesebachtal entstand 1972 südlich des Ortes die Freizeitanlage Spicke. Erweiterungen erfolgten in den Jahren 1994, 2004, 2005 und 2006. Den Besucher empfängt die entspannende Ruhe einer intakten Landschaft, aber auch die Lebendigkeit der Pflanzen- und Tierwelt. Die Spicke ist der richtige Ort für Kinder und ihre Spiele sowie das Sammeln von Erfahrungen im Umgang mit natürlichen Elementen und ihren Gesetzen. Die Freizeitanlage Spicke bietet Erholung und Kurzweil für Groß und Klein mit Tischtennis, Damespiel, Wassertretanlage, Klangspielen, „Fußfühlpfad“, Turmrutsche, Rutsche, „Telefon“, Labyrinth, Seilbahn, Sitzarena mit Sonnensegel, zwei Insektenhäusern, einem kleinen Floßteich, einer Hängebrücke, einem Weidendom in Schneckenform und vielen weiteren Überraschungen.

### Dorferkundungspfad / ökologischer Dorfpfad

Infotafel am Wesebach

Im Zuge der Regionalentwicklung entstand zwischen 1994 und 1996 ein ökologischer Dorfpfad mit 13 (heute 14) Stationen. Er stellt die Geschichte und Ursprünglichkeit eines typischen Dorfes mit Bauerngärten, Backhaus, Dorfplatz mit Brunnen sowie Streuobstwiesen deutlich und einprägsam heraus. Ein Spaziergang entlang des Dorferkundungspfades vermittelt alles Wissenswerte und Reizvolle über das Wesetaldorf, z. B. in Texten auf Metallschildern, die an den jeweiligen Stationen angebracht sind.

## Persönlichkeiten
- Friedrich von Leliwa (1791–1870), waldeckischer Offizier, Rittergutsbesitzer und Landstand
- Karl Rabe (1886–1945), Lehrer, Mundartdichter und Politiker